# Wiktor Ugarow
Wiktor Ugarow (ur. 7 listopada 1986) – rosyjski lekkoatleta, długodystansowiec.
Medalista mistrzostw Rosji.
15 listopada 2015 zwyciężył w pierwszej edycji maratonu w japońskiej Kanazawie, uzyskując wynik 2:17:19 – najlepszy w karierze. Dwa dni później ogłoszono dyskwalifikację Rosjanina, ponieważ IAAF 13 listopada 2015 zawiesiła rosyjską federację lekkoatletyczną i lekkoatleci z tego kraju od tego dnia nie mogli brać udział w międzynarodowych zawodach lekkoatletycznych.